# Drake Demon
Drake Démon è un personaggio secondario della serie televisiva Streghe. È interpretato dall'attore Billy Zane.
Egli appare per la prima volta alla Scuola di Magia in sella a una motocicletta, di fronte a Paige Matthews, proponendosi come insegnante di Letteratura. Per mostrarsi degno di tal posto snocciola alla preside dell'istituto le sue credenziali: ha studiato alla Juilliard, ha recitato a Broadway e sta scrivendo un libro di memorie che (a detta sua) terminerà nel suo letto di morte. 
Di lui sappiamo che era un Demone Mercureo, trasformato in umano da uno Stregone (Sebastian Roché), con tre clausole: la prima che può mantenere totalmente i suoi poteri, la seconda che, se li userà in modo offensivo, gli verranno requisiti dallo stesso e lui brucerà tra le fiamme per l'eternità e la terza che gli dà un anno di vita esatto. Ciò è accaduto con l'aiuto del "fantasma" di Cole Turner che, sebbene non possa più avere Phoebe, manda Drake a farle capire che non deve smettere di cercare l'amore, indicandogli lo Stregone che lo renderà umano.

## Apparizioni
Nell'episodio "Il principe dei ladri", a causa di un incantesimo dello Stregone (atto a far rinascere in lui la natura demoniaca ma che viene interrotto a metà da Piper), crederà di essere Robin Hood, ma verrà fatto rinsavire uccidendo lo Stregone che tentava di ottenere i suoi poteri.
Ne "Il cabaret incantato", Drake torna nel passato assieme a Phoebe per salvare le anime dei morti al Cabaret Phantom. In questa puntata, inoltre, il suo corpo viene posseduto dallo spirito del Conte Roget, che lo usa per fuggire dalla prigione temporale.
Passa infine l'ultimo giorno della sua vita aiutando le sorelle a ritrovare Leo, fatto sparire dagli Anziani. Poco prima di morire, convincerà Phoebe a non rinunciare all'amore, e poi sparirà per sempre.

## Carattere
Drake è simpatico e teatrale, fin dalla sua prima apparizione, quando si presenta in tenuta da motociclista. Inoltre, per divertire le sorelle, si trasforma nel Cyrano de Bergerac o in Robin Hood.
Nonostante questa sua componente scanzonata, è in realtà un personaggio molto profondo e, nonostante sia stato un demone, molto buono. Infatti, come lui stesso ci dice, da quando è nato ha letto molti libri, dai quali ha appreso i sentimenti umani, per i quali non è mai riuscito a uccidere un innocente, mentre si sa che ha sterminato molti demoni.
Mostrerà tutta la sua saggezza nell'ultimo dialogo con Phoebe nell'episodio "L'amore ritrovato", ove la convincerà a proseguire nella ricerca del vero amore.
Infine, dopo essere morto lontano dagli occhi dell'amata, la sua anima umana troverà pace, dopo aver ringraziato Cole Turner per l'opportunità datagli.

## Poteri Magici
Secondo il libro delle ombre, in quanto Demone Mercureo, Drake dovrebbe poter lanciare scariche di energia termica, in grado di uccidere molti demoni minori in una sola volta; tuttavia questo potere non viene mai usato, secondo l'accordo preso con lo Stregone che l'ha reso umano. Inoltre può trasformare il proprio aspetto e quello degli altri. Può inoltre teletrasportarsi ovunque voglia.
Lo vediamo inoltre utilizzare alcune formule magiche nell'episodio "Il cabaret incantato".

## Curiosità
- Nell'episodio "Il cabaret incantato" Drake canta al P3 la canzone "Everything's Kind of Good", scritta dalla sorella di Billy Lisa Zane e da Andrew T. Tuckerman.